# Разорение Киева (1299)
Разорение Киева 1299 года — взятие и разорение Киева ханом Золотой Орды Тохтой в 1299 году.
Причиной похода Тохты стала война с беклярбеком Ногаем, в ходе которой Тохта, нанеся противнику ряд поражений, разорил улус Ногая, к которому относилось и Среднее Поднепровье с Киевом. Согласно летописи, «весь Киевъ разыдеся».
После опустошения Киева ордынским ханом Тохтой в 1299 году митрополит Максим перенёс свою резиденцию из Киева через Брянск во Владимир-на-Клязьме. Согласно Василию Ключевскому, «… в 1299 г. митрополит Максим, не стерпев насилия татарского, собрался со всем своим клиросом и уехал из Киева во Владимир на Клязьму…», что послужило началом дальнейшего приобретения Москвой значения церковной столицы Руси уже в годы его преемника, митрополита Петра.
Ещё одним следствием разорения Поднепровья в 1299 году стал переезд значительных контингентов южнорусских служилых людей в Московское княжество, поспособствовавший усилению последнего. Известными боярами из данной миграционной волны рубежа XIII—XIV веков были Нестер Рябец и Фёдор Бяконт.
После разорения Киев и окрестные столы утвердились за лояльными хану незначительными князьями из путивльских Ольговичей.